# Mon vieux (chanson)
Pour les articles homonymes, voir Mon vieux.
Mon vieux est une chanson française  de variétés écrite par Michelle Senlis et composée par Jean Ferrat en 1962. Son interprétation la plus connue est celle de Daniel Guichard en 1974, la 3e, dédiée à son père mort quand il avait 15 ans, dans une version dont les paroles sont réécrites par Senlis et Guichard.

## Écriture
En 1962, Michelle Senlis écrit le texte Mon vieux en hommage à son père, texte que Jean Ferrat met en musique en 1963. La même année, la chanson est interprétée par deux chanteurs, Jacques Boyer et Jean-Louis Stain.Le 7 novembre 1963, le père de Michelle Senlis meurt ; cette dernière demande alors que la chanson ne soit plus exploitée. Toutefois, en 1974, elle accepte de cosigner la reprise de Daniel Guichard. Plus tard, elle déclare regretter ce geste car elle reproche à Daniel Guichard d'avoir interprété dès 1973 la chanson avec des paroles retouchées sans son accord et que « tous » le lui aient caché au moment de signer. De plus, à la suite de l'énorme succès recueilli par la reprise de Daniel Guichard, Michelle Senlis dit avoir mal vécu la « fausse filiation » que les journalistes ont faite entre Daniel Guichard et la chanson.

## Versions
De nombreuses versions ont été faites de Mon vieux. Parmi lesquelles :
- 1963 : Mon vieux de Jacques Boyer
- 1963 : Mon vieux de Jean-Louis Stain
- 1974 : Mon vieux de Daniel Guichard
- 1982 : Mon vieux d'Anthony Ventura
- 1996 : Mon vieux de Vincent Malone, Le Roi de la trompette (instrumental)
- 2001 : Mon vieux de Les Enfoirés (Lââm/Jean-Jacques Goldman), L'Odyssée des Enfoirés
- 2003 : Mon vieux de Lââm, Face à Face (live)
- 2011 : Mon vieux de Didier Caesar du duo Stéphane & Didier, en allemand  Mein PA
- 2011 : Mon vieux de Les Prêtres, sur l'album Gloria

D'autres sont parodiques, notamment :
- 2001 : Mon pieu de Chanson plus bifluorée